# 奥本製粉
奥本製粉株式会社（おくもとせいふん、英：Okumoto Flour Milling Co.,Ltd.）は、大阪府貝塚市に本社を置く、小麦粉を中心とした製粉会社。昭和産業のグループ企業である。

## 会社概要
関西を地盤とする製粉会社の一社。「スキー」ブランドのパスタでその名を知られると共に、一般向けよりも業務用向けに強いことで知られる。
同社の「スキー」パスタは関西を中心に多くの小売店で販売されているが、関東では流通量は少ない。ただし近年では神戸物産の運営する「業務スーパー」などで取り扱われていることもある。
2008年に国際標準規格であるISO9001取得をする。さらに第三者監査やトレーサビリティシステムもしている。
また、経済産業省の健康経営優良法人認定制度によって、2023年と2024年度に中小規模法人部門で健康経営優良法人に認定されている。

## 沿革
- 1937年（昭和12年）- 創業者の奥本眞が同社の前身となる奥本商会を設立
- 1949年（昭和24年）- 株式会社に改組
- 1963年（昭和38年）- 「スキー」パスタの生産を開始
- 2000年（平成12年）- 奥本式湯種の特許取得[5][6]
- 2009年（平成21年）- 昭和産業と資本提携する